# Tomasz Kopera

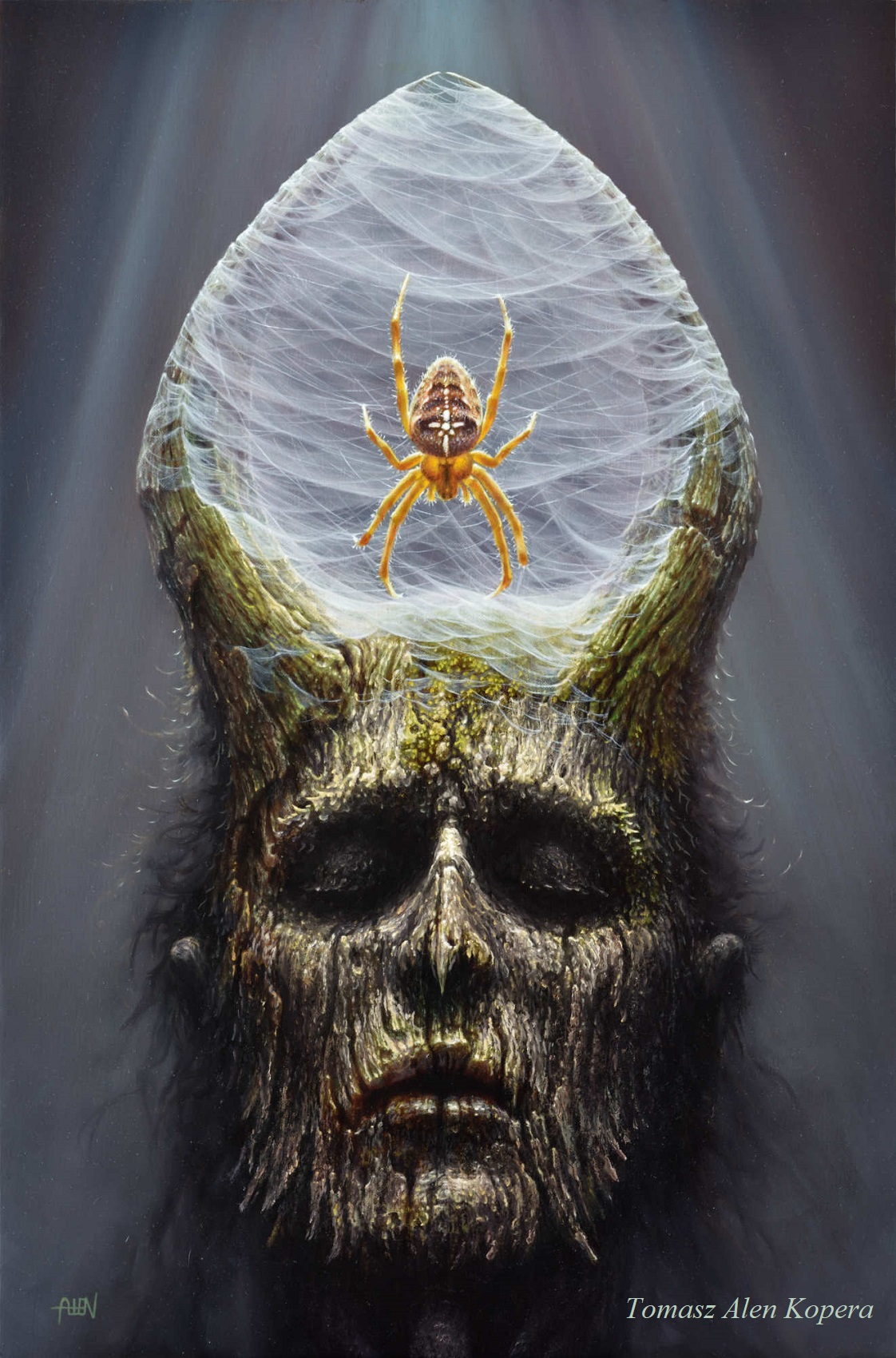
F020
olej na płótnie, 61x41cm, 2020 r.

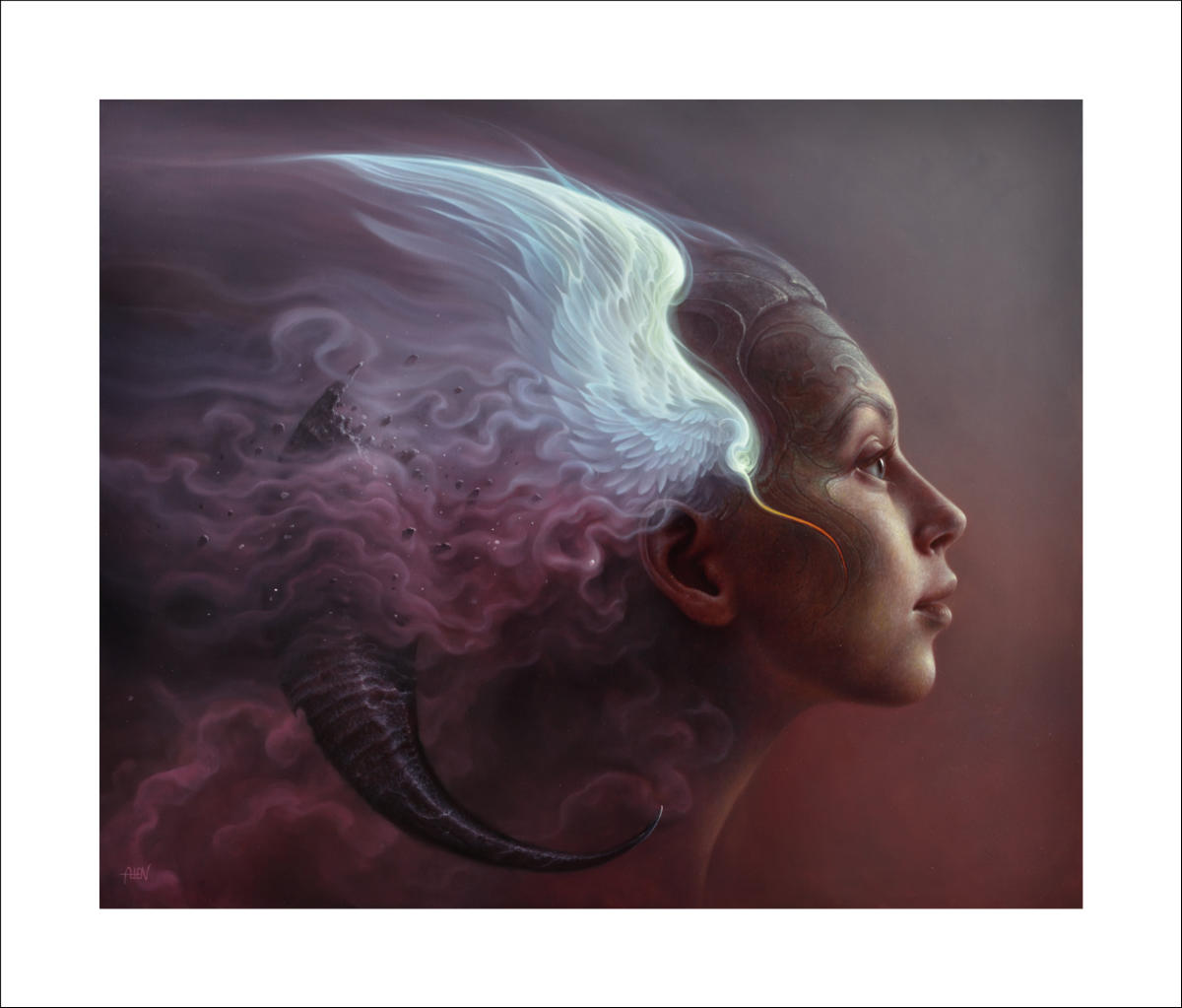
H020
olej na płótnie, 71x86cm, 2020 r.

Tomasz „Alen” Kopera (ur. 5 lutego 1976 w Kożuchowie) – polski artysta malarz, przedstawiciel realizmu magicznego.

## Życiorys
Ukończył Politechnikę Wrocławską z dyplomem inżyniera budownictwa. W 2005 roku wyjechał do Irlandii Północnej, gdzie mieszkał i tworzył przez ponad dekadę. Obecnie mieszka w Polsce.
Od 2010 roku należy do grupy Libellule założonej przez Lukasa Kandla.

## Twórczość
Jego talent artystyczny ujawnił się już we wczesnym dzieciństwie. W pracach Kopery widoczna jest fascynacja ludzką naturą, otaczającym światem oraz wszystkim co mroczne i tajemnicze. Przedstawiają zarówno wysoki poziom wrażliwości jak i pragnienie oddziaływania na podświadomość patrzącego oraz wzbudzenia w nim potrzeby zatrzymania się i kontemplacji.
Tomasz Alen Kopera maluje głównie farbami olejnymi na płótnie.

### Artysta o sobie
W moich pracach staram się działać na podświadomość. Chcę zatrzymać uwagę widza na dłuższą chwilę, obudzić w nim potrzebę refleksji i kontemplacji.
Pomysły na nowe obrazy zazwyczaj przychodzą w najmniej oczekiwanych momentach, po prostu pojawiają się w mojej głowie. Niektóre z nich to pomysły mojej żony – lubimy usiąść razem a nasze kilkugodzinne rozmowy czasami przeradzają się w nowe, zaskakujące wizje. Najważniejszym i zarazem najtrudniejszym elementem tworzenia jest wizualizacja danego pomysłu, spojrzenie na temat oczami wyobraźni. Bardzo często podczas pracy nad jednym obrazem pojawia się pomysł na kolejny.
Fascynuje mnie ogień. Jest on dla mnie symbolem tworzenia oraz działania oczyszczającej siły, która wymazuje nasze grzechy. Tam, gdzie ze starego odradza się nowe, gdzie zniszczenie jest ściśle związane ze wskrzeszeniem – jako symbol przemiany. Chciałbym wszystkie te aspekty przedstawić w swoich pracach.
Kiedy maluję nie lubię mieć żadnych ograniczeń czasowych, zdecydowanie nie lubię pospiechu. Zazwyczaj zaczynam wczesnym rankiem, kiedy jestem wypoczęty i kontynuuję pracę w ciągu dnia. Lubię mieć jasny umysł w trakcie tworzenia, to dla mnie niezwykle ważne.
Najważniejszym punktem procesu twórczego jest jego początek. Preferuję wówczas pracę w pełnym spokoju – żadnych telefonów, żadnych rozmów, po prostu cisza i spokój. Pierwsza faza wymaga najwięcej skupienia i koncentracji. Nie sporządzam szkiców lub robię to bardzo rzadko i w surowej formie, po prostu od razu zaczynam malować na płótnie. Początkowy pomysł powoli przeradza się w obraz, czasami przekształca się w wizję zupełnie nową. Dlatego też początkowa faza twórczości jest najbardziej burzliwa – bardzo często pojawiają się wówczas nowe pomysły i znaczące zmiany. Zaczynam od pewnej wizji a efekt końcowy może być już diametralnie różny.
Jedną z rzeczy nieodłącznie związanych z moją twórczością jest muzyka. Odgrywa ona kluczową rolę, idąc w parze z nastrojem zależnym od konkretnego etapu mojej pracy. Słucham wszystkiego, od klasycznego fortepianu, orkiestry aż po bardziej nowoczesną, często ciężką i mroczną muzykę, w tym gothic i heavy metal.
Czasami przesłanie mojego obrazu jest bardzo jasne, mógłbym nadać mu tytuł, ale nie robię tego, nie chcę go nazywać, wolę pozostawić to odbiorcy – aby mógł sam odczytać przesłanie, zastanowić się nad nim, nadać mojej pracy swój własny tytuł oraz historię. Ludzie bardzo często proszą mnie, żebym wypowiedział się na temat swojej twórczości, ale zawsze powtarzam, że gdybym mógł opisać swoje obrazy to – zamiast malować – pisałbym. Nie potrafię zinterpretować moich obrazów poprzez słowa, nie wiem jak to zrobić. Najważniejsze w tym wszystkim jest przesłanie, i to ono trafia do widza nie poprzez słowa, ale poprzez malarstwo. Dlatego też właśnie większość moich prac nie ma tytułu – pozostawiam to odbiorcy”.

## Wystawy
- 05.2003 – Centrum Kultury Agora, Wrocław
- 04.2005 – Galeria Epicentrum, Jastrzębie-Zdrój
- 09.2005 – Royal Ulster Academy of Arts Annual Exhibition, Belfast
- 11.2008 – Dreamscape Amsterdam 2008 – Holandia
- 05.2009 – International Art Exhibition, Graham Fine Art – Londyn
- 06.2009 – World Art Expo – Hrabstwo Orange, Kalifornia
- 11.2009 – „Genesis” – Chalk Farm Gallery, Santa Fe, Stany Zjednoczone
- 03.2010 – Dreamscape Amsterdam 2010 – Holandia
- 07.2010 – EXCLAMATIONS! – Chapelle des Jésuites, Francja (Libellule Group)
- 09.2010 – EXCLAMATIONS! VIECHTACH – First Fantastic Art Biennial – Viechtach, Niemcy (Libellule Group)
- 11.2010 – „$ 1,000,000.00”, Comparaisons 2010 – Grand Palais, Paryż (Libellule Group)
- 02.2011 – „Equanimity” – Chalk Farm Gallery, Santa Fe, Stany Zjednoczone
- 02.2011 – EXCLAMATIONS! – Museumsgalerie Palais Palffy, Wiedeń (Libellule Group)
- 06.2011 – Graham Fine Art – Londyn
- 11.2011 – PHOENIX AND DRAGONS Comparaisons 2011 – Grand Palais, Paryż (Libellule Group)
- 03.2012 – „$ 1,000,000.00” – Chamalières, Francja (Libellule Group)
- 03.2012 – DREAMSCAPES MIXED-UP – Enschede, Holandia
- 05.2012 – Graham Fine Art – Londyn
- 07.2012 – PHOENIX AND DRAGONS – Chaumont en Champagne, Francja (Libellule Group)
- 09.2012 – PHOENIX AND DRAGONS Second Fantastic Art Biennial – Alten Rathaus, Viechtach, Niemcy (Libellule Group)
- 11.2012 – „ZODIAC”  Comparaisons 2012 – Grand Palais, Paryż (Libellule Group)
- 01.2013 – „$ 1,000,000.00” – Phantasten Museums, Palais Palffy, Wiedeń, Austria (Libellule Group)
- 04.2013 – „$ 1,000,000.00” – Riegersburg’s Baroque Castle, Austria (Libellule Group)
- 06.2013 – „DREAMSCAPES V” – Alten Rathaus, Viechtach, Niemcy
- 06.2013 – Tomasz joined Artéclat – where dreams become art – fine art online gallery
- 09.2013 – „MAGICAL DREAMS II” – Bator Art Gallery, Szczyrk
- 09.2013 – „PHOENIX AND DRAGONS” – Hohenstaufensaal,  Annweiler, Niemcy (Libellule Group)
- 12.2013 – „TRIBUTE TO OLD MASTERS” Comparaisons 2013 – Grand Palais, Paryż (Libellule Group)
- 03.2014 – „Antiques Art & Interiors Fair” – RDS, Dublin
- 08.2014 – ZODIAC CHAUMONT EN CHAMPAGNE – Chapelle des Jésuites, Francja (Libellule Group)
- 09.2014 – ZODIAC VIECHTACH – 3rd Fantastic Art Biennial – Alten Rathaus, Viechtach, Niemcy (Libellule Group)
- 10.2014 – „Dreamscapses” – Alden Biesen, Belgia
- 11.2014 – „Art Source 2014” Art exhibition in The Royal Dublin Society – Dublin
- 11.2015 – Charity auction „Wielkie Serce” Society – Polska
- 02.2016 - 5th beinArt CoproGallery – Santa Monica, Kalifornia, Stany Zjednoczone
- 02.2016 – „Zodiac” & „One Million Dollar Banknotes” – Museum im Schafstall, Neuenstadt am Kocher, Niemcy (Libellule Group)
- 03.2016 – „Ponad horyzontem zdarzeń. Wizjonerzy malarstwa polskiego” – Galeria Quantum, Warszawa
- 05.2016 – „MAGICAL DREAMS III” – Polska, Niemcy
- 07.2016 – „Im’ago Primordialis” – Krab Jab Studio, Seattle, Stany Zjednoczone
- 08.2016 – „Polish Contemporary Art: Surrealism & Magic Realism” – dom aukcyjny DESA Unicum, Warszawa
- 09.2016 – „Tribute to Old Masters” – Viechtach, Niemcy (Libellule Group)
- 02.2017 – „Metamorfoza” – Gdańsk
- 02.2017 – „Shadow” – Beinart Gallery, Brunswick, Australia
- 02.2017 – „Ponad horyzontem zdarzeń. Wizjonerzy malarstwa polskiego” – Galeria Quantum, Warszawa
- 09.2017 – „Metamorfoza” – Wrocław
- 09.2017 – „Magical Dreams IV” – Bator Art Gallery, Szczyrk
- 11.2017 – „Into the Woods II” – Haven Gallery, Nowy Jork, Stany Zjednoczone
- 11.2017 – „Dreamscapes” Contemporary Imaginary Realism, Edition Six – Traun, Austria
- 02.2018 – „Heavenly Hell or Hellish Paradise” – Grand Palais, Art Capital, Paryż (Libellule Group)
- 03.2018 – „Magical Dreams IV” – Alten Rathaus, Viechtach, Niemcy
- 03.2018 – „One million dollars banknotes” – Círculo de Arte de Toledo, Hiszpania (Libellule Group)
- 05.2018 – „In Search of Beauty” – Muzeum im. Jacka Malczewskiego, Radom
- 05.2018 – „Magical Dreams IV” – Galerie Südliches Friesland, Zetel, Niemcy
- 06.2018 – „Back to Nature” – Targira-art Expo, Świebodzice
- 07.2018 – „Zodiac” – Palais des Congrès, Vittel, Francja (Libellule Group)
- 08.2018 – „Magical Dreams IV” – Galeria Miejska, Wrocław
- 09.2018 – „Magical Dreams IV” – Niemieckie Muzeum Chmielu (Deutsches Hopfenmuseum), Wolnzach, Niemcy
- 10.2018 – „Tribute to Old Masters” – Radio and TV House, Bratysława, Słowacja (Libellule Group)
- 10.2018 – „Paradisiac Hell or Hellish Paradise” – Château fort, Francja (Libellule Group)
- 03.2019 – „Exclamation” i „One million dollars banknotes” – Galerie Carqueville, Gera, Niemcy (Libellule Group)
- 04.2019 – „Paradisiac Hell or Hellish Paradise” – Circulo del Arte, Toledo, Hiszpania (Libellule Group)
- 09.2019 – „Tribute to Old Masters” – Galeria Miejska, Wrocław (Libellule Group)
- 09.2019 – „Magical Dreams V” – Bator Art Gallery, Szczyrk
- 02.2020 – „Tribute to LaFontaine” – Grand Palais, Art Capital, Paryż (Libellule Group)